# Miguel Portas
Miguel Sacadura Cabral Portas GCL (Lisboa, São Sebastião da Pedreira, 1 de maio de 1958 – Antuérpia, 24 de abril de 2012) foi um jornalista e político português.

## Biografia
Nascido na freguesia de São Sebastião da Pedreira, hoje Avenidas Novas, cresceu em Lisboa, no seio de uma família de fortes afinidades politicas e intelectuais, porem marcada pelo casamento dos pais, que o seu irmão Paulo — o jornalista e dirigente politico de direita Paulo Portas — viria a descrever como "turbulento"
O meio social e as relações familiares privilegiadas alimentar-lhe-ão um precoce interesse pela politica, que se inicia na oposição a ditadura, nos derradeiros anos do Estado Novo — ainda adolescente, e a frequentar o Liceu Passos Manuel, tornou-se membro e dirigente do Movimento Associativo dos Estudantes do Ensino Secundário de Lisboa (MAESSL).
O pai, Nuno Portas, era um destacado arquiteto que viria a ter, entre outras responsabilidades, o cargo de Secretário de Estado da Habitação, durante os três primeiros governos provisórios da Revolução de 25 de Abril de 1974, de Adelino da Palma Carlos e Vasco Gonçalves.
Um tio paterno, Carlos Portas (irmão mais velho do pai), engenheiro agronomico, viria a ser Secretário de Estado da Estruturação Agrária no I Governo Constitucional, de Mário Soares.
O avo paterno, Leopoldo Barreiro Portas (filho de espanhóis da Galiza imigrados em Portugal), tinha sido Presidente da Câmara Municipal de Vila Viçosa e Procurador a Câmara Corporativa, durante o Estado Novo.
A mãe é a economista Helena de Sacadura Cabral, primeira mulher a ter integrado os quadros do Banco de Portugal, conhecida igualmente pela sua regular colaboração com a comunicação social.
O tio materno, Sérgio Sacadura Cabral, diplomata de carreira, teria, entre outras responsabilidades, a de embaixador de Portugal na União Soviética.
Ainda na família materna foi seu tio-avô o piloto aviador Artur Sacadura Cabral, que, com Gago Coutinho, foi responsável pela primeira travessia área do Oceano Atlântico.
Além de Paulo Portas, que veio a ser militante e líder do CDS – Partido Popular, teve como meia irmã Catarina Portas, jornalista, apresentadora de televisão e empresária, fundadora dos Quiosque de Refresco e das lojas A Vida Portuguesa (filha de relação de Nuno Portas com a também arquiteta Margarida Sousa Lobo). 
A cumprir o mandato de deputado ao Parlamento Europeu, Miguel Portas faleceu na cidade belga de Antuérpia, a 24 de Abril de 2012, devido a um cancro no pulmão diagnosticado em 2010. Tinha 53 anos de idade, sendo fumador.

### Percurso académico e profissional
Miguel Portas começou por estudar no Colégio de São João de Brito, passando depois para o Liceu Passos Manuel, onde se iniciou no ativismo político, no período anterior ao 25 de abril de 1974.
Ingressou em seguida no Instituto Superior de Economia (ISEG), da então Universidade Técnica de Lisboa, em 1974. 
Completando o curso apenas em 1986, o seu período na universidade foi marcado pela envolvência ativa na militância politica, na orbita do Partido Comunista Português — filiado na União dos Estudantes Comunistas (UEC), o braço universitário do Partido, em1973, integraria a Comissão Central dessa estrutura logo a partir do ano seguinte, em 1974. 
Além disso, também foi eleito presidente da Associação de Estudantes do ISEG e coordenador do Secretariado da Reunião Inter-Associações.
Entretanto, iniciava um percurso profissional como animador cultural e sociocultural, no concelho de Ourique (1984) e, posteriormente, na serra algarvia (1987), sendo igualmente formador de agentes de desenvolvimento. 
A sua ligação a imprensa inicia-se com a direção de uma revista cultural, denominada Contraste (1986), a que se seguiria um percurso profissional, como redator do Expresso, onde entrou em 1988. Quatro anos depois (1992) assumiria a função de editor internacional da Expresso Revista, em que permaneceu ate 1994. 
Foi depois diretor do semanário Já (1996), que, não alcançando o sucesso comercial esperado, o fez ingressar como repórter da revista Vida Mundial (1998-1999), experiencia interrompida para exercer a função de assessor do presidente da Câmara Municipal de Lisboa, Jorge Sampaio, para assuntos culturais e urbanísticos. 
Ainda na imprensa, seria igualmente, por vários anos, cronista no Diário de Notícias (2000-2006) e no semanário Sol (2008-2012).
Para a televisão foi coautor e apresentador de duas séries documentais dedicadas ao Mediterrâneo: Mar das Índias (2000) e Périplo (2004).
Publicou os livros E o resto é paisagem (2002), de crónicas, ensaios e entrevistas, e No Labirinto (2006), sobre o Líbano[carece de fontes?]. Périplo seria também título de um ultimo livro, publicado em 2009. 

### Atividade política
Miguel Portas iniciou na adolescência a sua atividade política, como dirigente do Movimento Associativo dos Estudantes do Ensino Secundário de Lisboa (MAESSL). 
A experiência valeu-lhe a detenção da PIDE, em 16 de Dezembro de 1973, numa operação policial contra uma assembleia de estudantes dos liceus de Lisboa; tinha apenas 15 anos.
Depois de ter passado pela UEC, a cujo Comité Central chegou aos 18 anos, e de ter sido dirigente estudantil no ISEG, Miguel Portas abandonou o PCP em 1989, na sequência do primeiro processo de expulsões do partido desencadeado pela Perestroika.
Entretanto, em 1992, foi um dos fundadores da Plataforma de Esquerda, onde também estavam, entre outros, Joaquim Pina Moura, Mário Lino ou José Magalhães, que viriam a ingressar nas fileiras do Partido Socialista. 
Com a dissolução, no ano de 1994, dessa estrutura, Portas cria a Política XXI, que agrupava outros membros da Plataforma de Esquerda, como Daniel Oliveira, do MDP e independentes que se haviam destacado nas manifestações contra as propinas no ensino superior, impostas pelo governo de Aníbal Cavaco Silva.
A Política XXI foi uma das formações que, juntamente com o PSR, a UDP e vários independentes, deu origem ao Bloco de Esquerda, constituído em 1999. 
No BE Portas foi cabeça de lista às eleições europeias, em 1999, obtendo 1.74% dos votos, bem como em 2004, com 4.92%; seria assim eleito deputado ao Parlamento Europeu em 2004, conseguindo ser reeleito, em 2009, ano em que foi de novo cabeça-de-lista do partido. Nestas ultimas eleições o BE alcançou o seu melhor resultado de sempre, 10.73% dos votos, determinando a eleicao de três eurodeputados.
No Parlamento Europeu foi membro da Comissão de Orçamento e vice-presidente da Comissão Especial do Parlamento Europeu para a Crise Financeira, Económica e Social.[carece de fontes?]
Em 2001, nas eleições autárquicas desse ano, foi também o cabeça de lista do BE à Câmara Municipal de Lisboa.

### Família
Miguel Portas era filho de Nuno Portas, arquiteto, cujo pai era de ascendência Galega, e de sua primeira mulher Helena de Sacadura Cabral, economista e jornalista; irmão de Paulo Portas, jornalista e dirigente político; meio-irmão de Catarina Portas, jornalista, apresentadora de televisão e empresária. Era também sobrinho-neto do aviador Sacadura Cabral. 
Tinha dois filhos, André Entrudo Portas (1994) e Frederico Gorjão Henriques Portas (Lisboa, São Sebastião da Pedreira, 15 de Maio de 1996) com a jornalista Maria Ana Soromenho Gorjão Henriques (Lisboa, São Sebastião da Pedreira, 20 de Novembro de 1964).

### Condecorações
Em 1 de Maio de 2017 (cinco anos após o seu falecimento), Miguel Portas foi agraciado com a Grã-Cruz da Ordem da Liberdade, a título póstumo, pelo Presidente da Republica Marcelo Rebelo de Sousa.